# Łysa Góra (Łódź)
Pour les articles homonymes, voir Łysa Góra.
Łysa Góra (prononciation [ˈwɨsa ˈɡura]) est un village de la gmina de Żarnów, du powiat d'Opoczno, dans la voïvodie de Łódź, situé dans le centre de la Pologne.
Il se situe à environ 3 kilomètres au sud de Żarnów (siège de la gmina), 19 kilomètres au sud d'Opoczno (siège du powiat) et 80 kilomètres au sud-est de Łódź (capitale de la voïvodie).
Sa population s'élevait à 50 habitants en 2006.

## Administration
De 1975 à 1998, le village était attaché administrativement à l'ancienne voïvodie de Piotrków.

Depuis 1999, il fait partie de la nouvelle voïvodie de Łódź.